# Талия (митология)
Вижте пояснителната страница за други значения на Талия.
Талия (на гръцки: Θάλεια от θάλλω – „цъфтя“) в древногръцката митология е муза на комедията и леката поезия.
Изобразявана е с комична маска в ръце и с венец от бръшлян. От Талия и Аполон се родили корибантите. Зевс се превърнал в коршуна (лешояд), и взел Талия за жена. От страх пред ревността на Хера, музата се скрила в недрата на земята и тайно родила демоничните същества - близнаците палики (в този мит, тя се нарича нимфата Етна). Има версия и че Хермес е баща им.
Талия е името и на една от харитите.